# Oulipo
OuLiPo (acrònim de «Ouvroir de littérature potentielle», en català seria «Taller de literatura potencial») és un grup francès d'experimentació literària creat el 1960 per l'escriptor Raymond Queneau i el matemàtic François Le Lionnais.
El grup va ser creat a partir del Seminari de Literatura Experimental (Sélitex), entorn del qual s'havien reunit creadors no convencionals a París el novembre de 1960, uns mesos després d'un col·loqui a Cerisy dedicat a Queneau. Cerquen crear obres amb la utilització de tècniques d'escriptura amb constricció o trava, que consisteix a crear una dificultat per intentar superar-la. Un exemple d'aquesta tècnica és la novel·la La disparition de Georges Perec, escrit sense utilitzar ni una vegada la lletra e. En català, les obres més properes a l'esperit de l'Oulipo són Verbàlia de Màrius Serra, i Xocolata desfeta de Joan-Lluís Lluís.
La Bibliothèque Oulipienne és el nom sota el qual es publiquen des del 1974 els llibres escrits pels membres d'Oulipo. Es tracta de més de dues-centes obres, accessibles per al públic en gruixuts volums, els quals van ser editats inicialment per l'editorial Seghers, i més avant per Castor Astral.

## L'escriptura limitada com a joc literari
Les contraintes, «constriccions» o «traves», defineixen un mètode formal d'escriptura, que permeten obtenir texts basats més en la forma que en el contingut. Una trava pot ser un element lingüístic (lletra, paraula, fonema) o bé un constructe matemàtic com una equació o un algorisme. Si una constricció s'aplica a un text existent, llavors es produeix un «anoulipisme», mentre que si s'aplica a un text nou, es parla d'un «sintoulipisme». Les constriccions oulipianes tenen el seu origen en la teoria dels procediments formals literaris, també anomenats «jongleries» o bé «manierismes formals», com els denomina el filòleg Ernst Robert Curtius. Des dels inicis de la literatura s'han utilitzat a més els termes «jocs literaris» o «consignes». En aquest sentit, l'acròstic o els alexandrins són exemples de constriccions molt antigues, tot i que els vers tenien també un paper mnemotècnic.

## El moviment
El moviment es crea formalment com a club selecte, secret i no convencional, al Col·legi de Patafísica (al qual més tard va integrar-se) o el Club dels Savanturiers, fundat pel mateix Queneau i Boris Vian), i renuncien des del principi a afiliar-se o erigir-se com a avantguarda; no obstant això, el mètode de cerca de noves estructures formals continua la sendera que va recórrer el surrealisme, el moviment al qual Queneau havia iniciat la seva marxa artística. Se'n va allunyar per desavinences amb André Breton) i el dadaisme.
Però si el surrealisme abandona la raó i acudeix a l'inconscient en la cerca d'un procés de creació sense restriccions, el paradigma oulipià traça la ruta en sentit contrari i s'aplica conscientment restriccions que li permetin noves formes de creació, molt diferent del culte o l'atzar del moviment dadaïsta. El resum en la seva divisa fundacional: «Cridem literatura potencial a la cerca de formes i d'estructures noves que podran ser utilitzades pels escriptors com millor els sembli». El procés va unir dues disciplines força distants, si no diametralment oposats en el món universitari: les matemàtiques i la literatura, però adorades per igual pels seguidors del grup Oulipo. Així, conceptes com a restricció (semàntica, fonètica, combinatòria, algorisme, fractal)..., s'importaran de les matemàtiques per aplicar-se sobre el material propi de la literatura: les paraules. I en aquest procés aniran trobant les possibilitats de la llengua, les potencialitats de la literatura.
Oulipo no estableix cap normativa artística, només ofereix un procediment de creació. Ho va emprar Queneau abans de la fundació del taller (Exercices de style de 1947, al qual presenta fins a 99 formes diferents d'explicar un mateix i trivial episodi ocorregut en un autobús) com després (Cent mille miliards de poèmes, Cent bilions de poemes, consistent en deu sonets, en els quals en tots es manté la mateixa rima, així que cada vers pot ser substituït pel vers corresponent d'un altre sonet. Per exemple: el vers 1 del sonet 1 pot ser substituït pel vers 1 de qualsevol dels sonets 2 al 10. El nombre total de sonets que existeixen potencialment és de 10¹⁴, que són els cent bilions que donen lloc al títol; es trigarien, sense detenir-se a menjar ni a dormir, diversos milions d'anys a llegir-los); però altres autors també es van fixar regles com a incentiu per a la creació, tant abans (plagi per anticipació) com va ser Jean Pierre Brisset i el seu poema de restricció fonètica recollit en l'Anthologie de l'humour noir d'André Breton (versos homòfons: «Les dents, la bouche / Les dents la bouchent / L'aidant la bouche / L'aide en la bouche / Laides en la bouche / Laid en la bouche / Lait dans la bouche / Les dents-là bouche» com després Georges Perec i la novel·la La Disparition (1969) sense la e, vocal que torna a l'obra monovocalista Les Revenentes, que amb l'italià Italo Calvino és probablement l'únic que ha creat obres de pes, obres llargues, seguint traves.
Els membres d'Oulipo segueixen considerant-se com a tals encara després de la seva defunció. Dels membres fundadors només segueix amb vida Jacques Duchateau, nascut el 1929. Per una llista completa dels membres vegeu Gutiérrez. Després de la mort del president fundador François Le Lionnais, la presidència del grup va ser assumida per Noël Arnaud fins a la seva mort en 2003. Des del 12 de maig de 2003, el president és Paul Fournel, qui havia estat fins aleshores «Secretari provisionalment definitiu» del grup. Marcel Bénabou és «Secretari provisionalment definitiu» des del 1971.